# Seleção Mongol de Futebol
A Seleção Mongol de Futebol representa a Mongólia nas competições de futebol da FIFA. Fundada em 1959, filiou-se à FIFA apenas em 1998. A Seleção mongol não disputou partidas internacionais oficiais entre 2 períodos (de 1960 a 1992 e 1994 e 1997), o que prejudicou a popularização e o desenvolvimento do futebol no país, tornando-a uma das mais fracas seleções do mundo atualmente.
Manda seus jogos no National Sports Stadium, localizado em Ulan Bator. É conhecida por "Lobos Azuis" (anteriormente, "Os Cavalos Vermelhos" ou "O Exército Vermelho"), devido ao novo uniforme, que passou a ser azul-claro e branco.

## Ascavalgadasdos "Cavalos Vermelhos"

### História
A cultura e o folclore mongóis dizem que ser bom arqueiro, cavaleiro e lutador faz do homem uma pessoa completa. O pouco interesse no futebol pode ser explicado com base nesses preceitos: os esportes mais apreciados e praticados no país são o arco-e-flecha, corrida de cavalos e o Khuresh.
Embora fundada em 1959, a seleção não disputou qualquer jogo internacional durante quase quatro décadas. Os principais motivos seriam a falta de investimentos, estrutura decente, interessados em se dedicar ao esporte e, mais gravemente, por problemas climáticos (o clima local é bastante inóspito, com temperaturas que variam do extremamente quente no verão ao extremamente frio no inverno. O país é também assolado aleatoriamente pelo zud; o que requer condições especiais para a prática esportiva).

### Do esquecimento ao lento desenvolvimento
Em 1997, chegou à seleção o técnico Ishdorj Otgonbayar, um ex-jogador que se formou em futebol em Kiev (Ucrânia) e que havia sido várias vezes campeão pelo time da Companhia de Energia Elétrica da Mongólia.
A volta aos gramados evidenciou a fragilidade da equipe, que a princípio era sempre facilmente batida.
Entretanto, Otogonbayar é considerado o principal responsável pela evolução (mesmo que pequena) da seleção.
Seus resultados motivaram a torcida e os jovens a praticarem o futebol. Além disso, foi o comandante do time na histórica vitória sobre Guam, em fevereiro de 2003 (primeira vitória da Mongólia em jogos oficiais).
A federação mongol conta atualmente com a ajuda do programa Goal da FIFA para a construção de vestiários e estruturas esportivas cobertas e climatizadas, a fim de desenvolver o futebol e favorecer o surgimento de atletas de qualidade.
Atualmente, nas escolas primárias mais afastadas da capital, o futebol faz parte do currículo escolar e todas as crianças praticam o esporte. A exemplo do que ocorre em muitos países recém-aficcionados pelo futebol, ele é mais praticado pelas meninas, que são proibidas de disputar os esportes mais populares do país.
Espera-se que em longo prazo, com o desenvolvimento do futebol, que a equipe consiga evoluir e passe a conquistar alguns bons resultados.

## Desempenho em Copas do Mundo
- 1930 a 1958: Não existia.
- 1962 a 1998: Não era filiada à FIFA.
- 2002 a 2022: Não se classificou.

## Desempenho na Copa da Ásia
- 1956 a 1996: Não era filiada à AFC.
- 2000 a 2023: Não se classificou.

## Desempenho na AFC Challenge Cup
- 2006 a 2008: Não se inscreveu.
- 2010 a 2014: Não se classificou.

## Desempenho na Copa Solidariedade da AFC
- 2016: Primeira fase.

## Uniformes

### Uniformes atuais
- 1º - Camisa azul com detalhes brancos, calção azul e meias azuis (anteriormente, o uniforme titular era azul e vermelho);
- 2º - Camisa branca com detalhes vermelhos, calção branco e meias brancas.

| Primeiro Uniforme | Segundo Uniforme |

### Uniformes dos goleiros
- Verde com detalhes pretos;
- Preta com detalhes brancos.

| Cores do Time · Cores do Time · Cores do Time · Cores do Time · Cores do Time | Cores do Time · Cores do Time · Cores do Time · Cores do Time · Cores do Time |

### Uniformes anteriores
- 2015

| Primeiro Uniforme | Segundo Uniforme |

- 2014

| Primeiro | Segundo |

- 2012

| Primeiro | Segundo |

- 2011

| Primeiro | Segundo |

- 2010

| Primeiro | Segundo |

- 2009

| Primeiro | Segundo |

- 2008

| Primeiro | Segundo |

- 2006

| Primeiro | Segundo |

## Recordes
- Atualizado até 11 de junho de 2024[3][4]

Jogadores em negrito ainda em atividade pela Seleção Mongol.
| # | Jogador                   | Partidas | Gols | Em atividade |
| - | ------------------------- | -------- | ---- | ------------ |
| 1 | Tsend-Ayuush Khürelbaatar | 44       | 1    | 2007–        |
| 2 | Garidmagnai Bayasgalan    | 35       | 2    | 2003–2019    |
| 2 | Lümbengarav Donorovyn     | 35       | 8    | 2000–2014    |
| 2 | Tsedenbal Norjmoogiin     | 35       | 7    | 2009–2021    |
| 5 | Naranbold Nyam-Osor       | 31       | 9    | 2014–        |
| 6 | Enkhjargal Tserenjavyn    | 28       | 0    | 2000–2016    |
| 7 | Baljinnyam Batbold        | 26       | 4    | 2018–        |
| 7 | Davaajav Battör           | 26       | 0    | 2016–        |
| 7 | Bilgüün Ganbold           | 26       | 0    | 2013–        |
| 7 | Tögsbayar Ganbaataryn     | 26       | 6    | 2003–2015    |

| #  | Jogador                  | Gols | Partidas | Média por jogo | Em atividade |
| -- | ------------------------ | ---- | -------- | -------------- | ------------ |
| 1  | Naranbold Nyam-Osor      | 9    | 31       | 0.29           | 2014–        |
| 2  | Lümbengarav Donorov      | 8    | 35       | 0.23           | 2003–2014    |
| 3  | Tögöldör Mönkh-Erdengiin | 7    | 24       | 0.29           | 2013–        |
| 3  | Tsedenbal Norjmoogiin    | 7    | 35       | 0.2            | 2009–2021    |
| 5  | Tögsbayar Ganbaataryn    | 6    | 26       | 0.23           | 2003–2011    |
| 6  | Bayarjargal Oyunbat      | 4    | 10       | 0.4            | 2013–2018    |
| 6  | Bayarzorig Davaa         | 4    | 19       | 0.15           | 2000–2007    |
| 6  | Gankhuyag Serodyanjiv    | 4    | 22       | 0.18           | 2016–        |
| 6  | Baljinnyam Batbold       | 4    | 26       | 0.15           | 2018–        |
| 10 | Buman-Uchral Bold        | 3    | 11       | 0.27           | 2000–2005    |
| 10 | Narmandakh Artag         | 3    | 19       | 0.16           | 2018–        |

## Treinadores
| - Pavel Sevastyanov (1958–1960) - Lkhamsürengiin Dorjsüren (1993, 1998) - Luvsandorjiin Sandagdorj (1999–2000) - Ishdorj Otgonbayar (2000–2011) - Sandagdorjiin Erdenebat (2011–2014) | - Vojislav Bralušić (2014–2015) - Sanjmyataviin Purevsukh (2015–2016) - Zorigtyn Battulga (2016) - Toshiaki Imai (2016–2017) - Michael Weiß (2017–2020) | - Vojislav Bralušić (2020, interino) - Rastislav Božik (2020–2021) - Shuichi Mase (2021) - Ichiro Otsuka (2021–2024) - Bayasgalangiin Garidmagnai (2024–) |